# Ouattara Watts
 (février 2021).
La mise en forme du texte ne suit pas les recommandations de Wikipédia : il faut le « wikifier ».
Les points d'amélioration suivants sont les cas les plus fréquents. Le détail des points à revoir est peut-être précisé sur la page de discussion.
- Les titres sont pré-formatés par le logiciel. Ils ne sont ni en capitales, ni en gras.
- Le texte ne doit pas être écrit en capitales (les noms de famille non plus), ni en gras, ni en italique, ni en « petit »…
- Le gras n'est utilisé que pour surligner le titre de l'article dans l'introduction, une seule fois.
- L'italique est rarement utilisé : mots en langue étrangère, titres d'œuvres, noms de bateaux, etc.
- Les citations ne sont pas en italique mais en corps de texte normal. Elles sont entourées par des guillemets français : « et ».
- Les listes à puces sont à éviter, des paragraphes rédigés étant largement préférés. Les tableaux sont à réserver à la présentation de données structurées (résultats, etc.).
- Les appels de note de bas de page (petits chiffres en exposant, introduits par l'outil «  Source ») sont à placer entre la fin de phrase et le point final[comme ça].
- Les liens internes (vers d'autres articles de Wikipédia) sont à choisir avec parcimonie. Créez des liens vers des articles approfondissant le sujet. Les termes génériques sans rapport avec le sujet sont à éviter, ainsi que les répétitions de liens vers un même terme.
- Les liens externes sont à placer uniquement dans une section « Liens externes », à la fin de l'article. Ces liens sont à choisir avec parcimonie suivant les règles définies. Si un lien sert de source à l'article, son insertion dans le texte est à faire par les notes de bas de page.
- La présentation des références doit suivre les conventions bibliographiques. Il est recommandé d'utiliser les modèles {{Ouvrage}}, {{Chapitre}}, {{Article}}, {{Lien web}} et/ou {{Bibliographie}}. Le mode d'édition visuel peut mettre en forme automatiquement les références.
- Insérer une infobox (cadre d'informations à droite) n'est pas obligatoire pour parachever la mise en page.

Pour une aide détaillée, merci de consulter Aide:Wikification.
Si vous pensez que ces points ont été résolus, vous pouvez retirer ce bandeau et améliorer la mise en forme d'un autre article.
Ouattara Watts, né en 1957 à Abidjan (Côte d'Ivoire), est un peintre ivoiro-américain. Il est connu pour ses tableaux-sculptures qui mélangent matériaux variés comme le bois, les tissus et des éléments naturels. Inspiré par ses trouvailles dans les brocantes, son travail intègre des codes et des symboles issus de diverses cultures. 

## Biographie

### Enfance et famille
Ouattara Watts, est né en 1957 à Abidjan, dans la capitale économique ivoirienne. Watts est initié à l'art et aux traditions par son grand-père, un guérisseur originaire de Korhogo. Profondément convaincu que "l'artiste est le gardien du cosmos", il explore ensuite la peinture contemporaine européenne en découvrant des figures majeures comme Picasso, Modigliani, Giacometti, Braque, Derain et Mondrian à la bibliothèque du centre culturel français d’Abidjan. À la fin des années 1970, Ouattara Watts quitte Abidjan et déménage à Paris où il intègre l’École nationale supérieure des beaux-arts.
Dix ans plus tard, il rencontre Jean-Michel Basquiat lors d'un vernissage ; celui-ci appréciant les peintures de Watts, il le persuade de déménager à New York. Ils ont alors une collaboration très courte mais importante. Dans le documentaire Basquiat, une vie, Watts est filmé dans son atelier travaillant et parlant de Basquiat. 
Il est présenté régulièrement à la Biennale de Dakar[source secondaire nécessaire] et à la Biennale de Venise[source secondaire nécessaire]. 
Watts vit et travaille à New York[source secondaire nécessaire].

## Expositions collectives
- 2002 : Documenta 11, Kassel, Allemagne [5]
- 2002 : Whitney Biennial, New York, États-Unis [6]
- 1993 : Biennale de Venise, Italie [3]

## Livres
- Ouattara Watts, FIAC 2019, Escourbiac, octobre 2019, 33 p. (ISBN 978-2-9542653-3-9)
- Stéphane Vacquier, Ouattara Watts : Résonances, Espace Paul Rebeyrolle, mai 2019, 64 p. (ISBN 78-2-911195-27-2 (édité erroné) et 978-2-911195-27-3, BNF 45747741)
- 2018 : "Watts Ouattara : Avant de regarder cette œuvre, écoutez-la ", Catalogue, 81 pages, langue anglaise et française, publié par la Galerie Cécile Fakhoury, Abidjan, 2018,  (ISBN 978-2-9542653-1-5)
- 2010 : Hess Art Collection "par Donald Hess et Myrtha Steiner. Relié: 372 pages, Editeur: Hatje Cantz (31 janvier 2010), Langue : anglais, (ISBN 978-3-7757-2139-4)